# Johann Karl Friedrich Riese

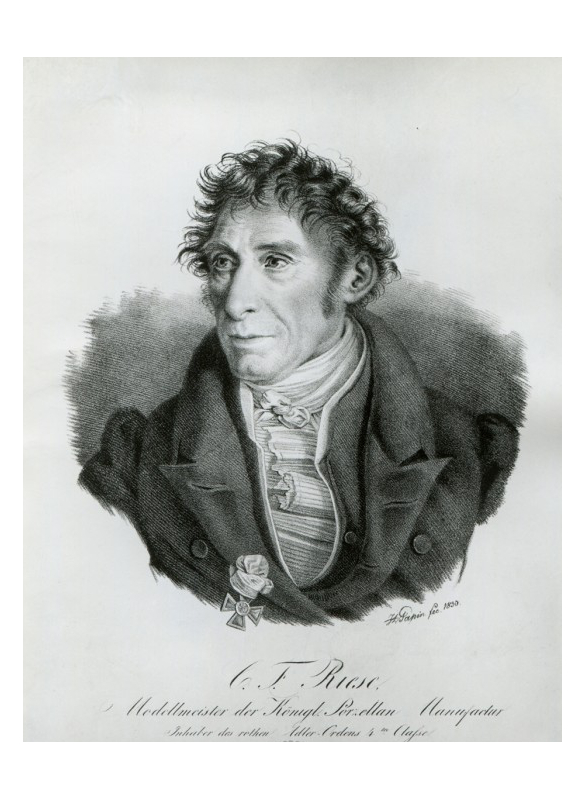
Johann Karl Friedrich Riese (1759–1834)

Johann Karl Friedrich Riese (* 8. Oktober 1759 in Tempelhof; † 21. Februar 1834 in Berlin) war ein deutscher Bildhauer und Porzellankünstler. Als Modelleur der Königlichen Porzellan-Manufaktur Berlin (KPM) in Berlin entwickelte er das Dekor Kurland für Peter Biron, Herzog von Kurland.

## Leben
Riese war seit 1770 bei der KPM in Berlin beschäftigt, ab 1789 hatte er dort die Stelle des Modellmeisters inne. Zu seinen Werken gehören neben dem Service Kurland auch der figürliche Tafelaufsatz Der Berg Olympos, der als Geschenk Friedrich Wilhelms III. zur Vermählung der Erbgroßherzogin von Mecklenburg-Schwerin angefertigt wurde. An der Umsetzung der Prinzessinnengruppe Johann Gottfried Schadows in Porzellan war Riese wohl maßgeblich beteiligt. Nach dem Vorbild von Schadows Plastik entwarf Riese 1798 eine Büste der Königin Luise für die KPM in Biskuitporzellan.
Sein Urenkel war der Versicherungsdirektor Hans Riese.

## Werke
- Porzellanservice für Peter Biron, Herzog von Kurland (um 1790)
- Tafelaufsatz Der Berg Olympos (1801)
- Büste der Königin Luise (1798)